# في إيه (غاز أعصاب)
في إيه (بالإنجليزية: VE)‏ هو غاز أعصاب ضمنَ سلسلة في ويرتبطُ ارتباطًا وثيقًا بِغاز الأعصاب في إكس. مثل معظم مُركّبات السلسة في؛ فإنّ غاز أعصاب في إيه (باستثناء في إكس) لم تُدرس على نطاق واسع باستثناء الدراسة البسيطة في العلوم العسكرية لذلك لا يُعرف سوى القليل عن هذا المركب بخلاف صيغته الكيميائية. حسبَ رأي معظم الخبراء؛ فإنّ غاز في إيه جاءَ من الحرب الباردة وبالتحديد من الأسلحة الكيميائية التي كان يمتلكها الاتحاد السوفياتي. تمّ تطوير هذا الغاز بين عامي 1950 و1990 وله نفس تأثير غاز في إكس حيث يستهدفُ الجهاز العصبي لكنّ النوبات التي يتسبب فيها عادة ما تكون أقصر كما يمكن أن يتسبب في بعضِ الأحيان في غيبوبة.